# Nowe szanse
Nowe szanse – pierwszy singel Sylwii Grzeszczak i Libera promujący ich album Ona i on (2008).

## Pozycje na listach przebojów
| Notowanie (2008)            | Najwyższa pozycja |
| --------------------------- | ----------------- |
| Poplista                    | 2                 |
| Szczecińska Lista Przebojów | 18                |

## Nagrody i nominacje
| Rok  | Konkurs                 | Kategoria       | Rezultat   |
| ---- | ----------------------- | --------------- | ---------- |
| 2008 | Sopot Hit Festiwal 2008 | Polski hit lata | 9. miejsce |
| 2009 | Eska Music Award        | Hit roku        | Nominacja  |